# Carretera de Nebraska 67
La Carretera de Nebraska 67, y abreviada NE 67 (en inglés: Nebraska Highway 67) es una carretera estatal estadounidense ubicada en el estado de Nebraska. La carretera inicia en el Sur desde la US 73  este de Verdon hacia el Norte en la US 34  suroeste Nehawka. La carretera tiene una longitud de 107 km (66.49 mi).

## Mantenimiento
Al igual que las autopistas interestatales, y las rutas federales y el resto de carreteras estatales, la Carretera de Nebraska 67 es administrada y mantenida por el Departamento de Carreteras de Nebraska por sus siglas en inglés NDOR.

## Cruces
La Carretera de Nebraska 67 es atravesada principalmente por la  US 136  en Brownville
 US 75  en Auburn
 NE 2  norte de Dunbar.